# محرك شكل H

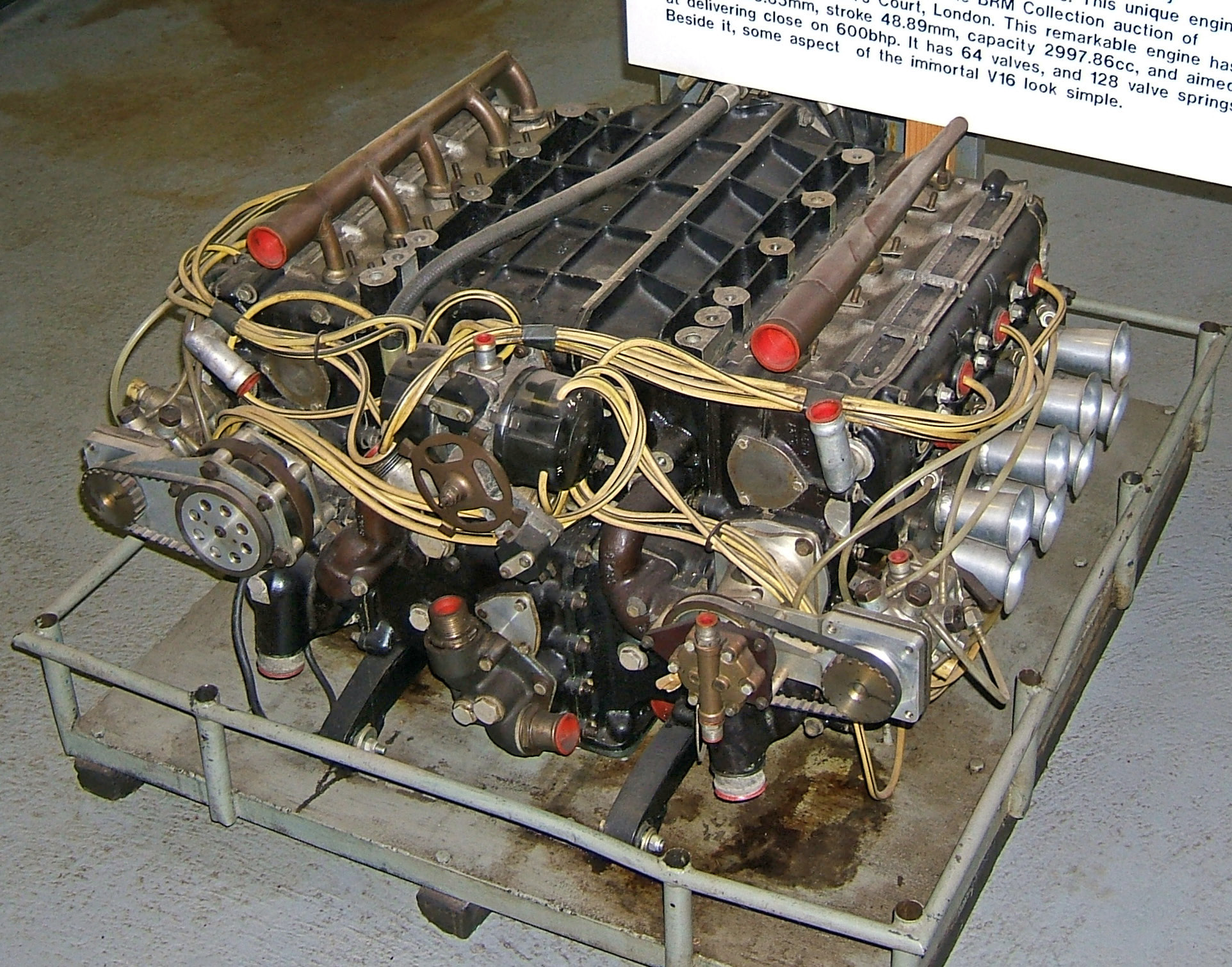
Tمجسم لمحرك فورمولا1 BRM H16 ذو 64 صمام في نهايته.

رسم توضيحي لحركة المكبس ومشاركة عمود المرفق

محرك شكل H هو أحد اشكال المحركات المعروفة والذي يتم ترتيب الأسطوانات فيه بحيث إذا تم النظر اليه من الامام سوف يظهر شكله على شكل حرف H افقي أو رأسي.
ومن الممكن اعتبار محرك شكل H محركين مسطحين أحدهما فوق أو بجانب الآخر، لكل واحد منهما عمود مرفق خاص به واللذان يتم دمج القدرة الخارجة منهما بعد ذلك باستخدام تروس.
الشكل H يسمح للمحركات متعددة الأسطوانات والتي تكون أقصر من مثيلاتها بأن تكون متميز خصيصًا في الطائرات، لكن أحد عيوبها يظهر في سيارات السباق حيث ارتفاع مركز ثقل السيارة، ليس بسبب كون عمود المرفق فوق الآخر لكن أيضًا بسبب أن المحرك يجب أن يكون مرتفًا بدرجة مناسبة عن الأرض ليكون هناك مساحة لأنابيب العادم.
كما أن نسبة القدرة للوزن ليست جيدة بالمقارنة بأشكال المحركات العادية الأخرى والتي تحتوي علي عمود مرفق واحد.
لكن هناك اتزان ميكانيكى ممتاز ومرغوب خصوصًا أنه لا يمكن تحقيقه في المحركات ذات الأربع أسطوانات.
كما يمكن دمج محركين من النوع المستقيم ليشكلا محرك شكل U.

## محرك شكل H

### محركات الطائرات
- محركات لايكومينغ

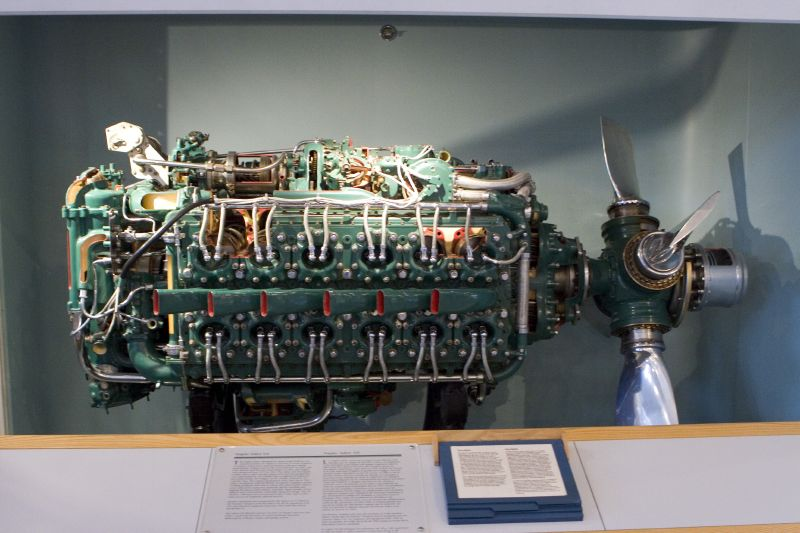
محرك نابيار سابر شكل H ذو 24 أسطوانة. ومن الممكن رؤية مجموعات الـ6 أسطوانات في هذه الصورة

  - محرك لايكومنيغ شكل H 2470 ذو 24 أسطوانة " محرك فائق"

*شركة فيري للطيران
- - محرك فيري برينس H-16 عام 1939 بقدرة 1500 حصان.
  - محرك فيري مونارخ H-26 عام 1939 بقدرة اجمالية 2240 حصان.
- محركات كوكنر همبولدت ديتوش DZ 720 H-32 ذو سعة 102.9 لتر.
- شركة نابيار البريطانية
  - محرك نابيار رابير H-16 الرأسي عام 1929 يتم تبريده بالهواء ذو سعة 8.83 لتر وبقدرة اجمالية 340 حصان.
  - محرك نابيار داجر H-24 الرأسي ذو سعة 16.85 لتر وبقدرة 890 حصان.
  - محرك نابيار سابر H-24 الأفقي يتم تبريده بالماء ذو سعة 36.7 لتر وبقدر اجمالية 3500 حصان.
- برات آند ويتني
  - محرك XH-2240 H-24 يتم تبريده بالسائل.
  - محرك XH-2600 H-24 يتم تبريده بالسائل.
  - محرك XH-3130 H-24 يتم تبريده بالسائل.
  - محرك XH-3730 H-24 يتم تبريده بالسائل.
- محرك رولز رويس النسر H-24 عام 1944 ذو سعة 46.2 لتر وبقدرة 3200 حصان.

### محركات أخرى

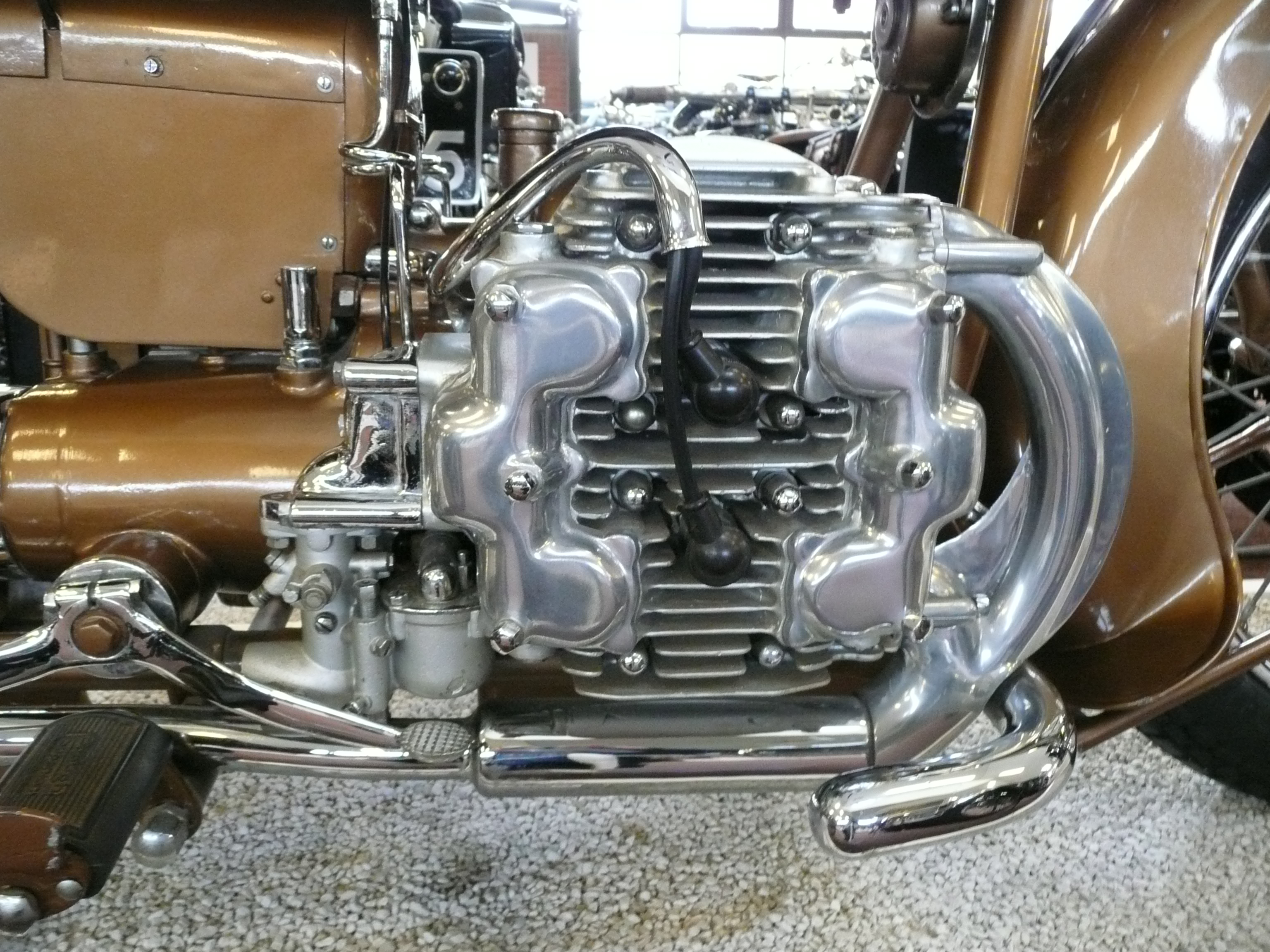
محرك دراجة بخارية بروف سوبيريور H-4

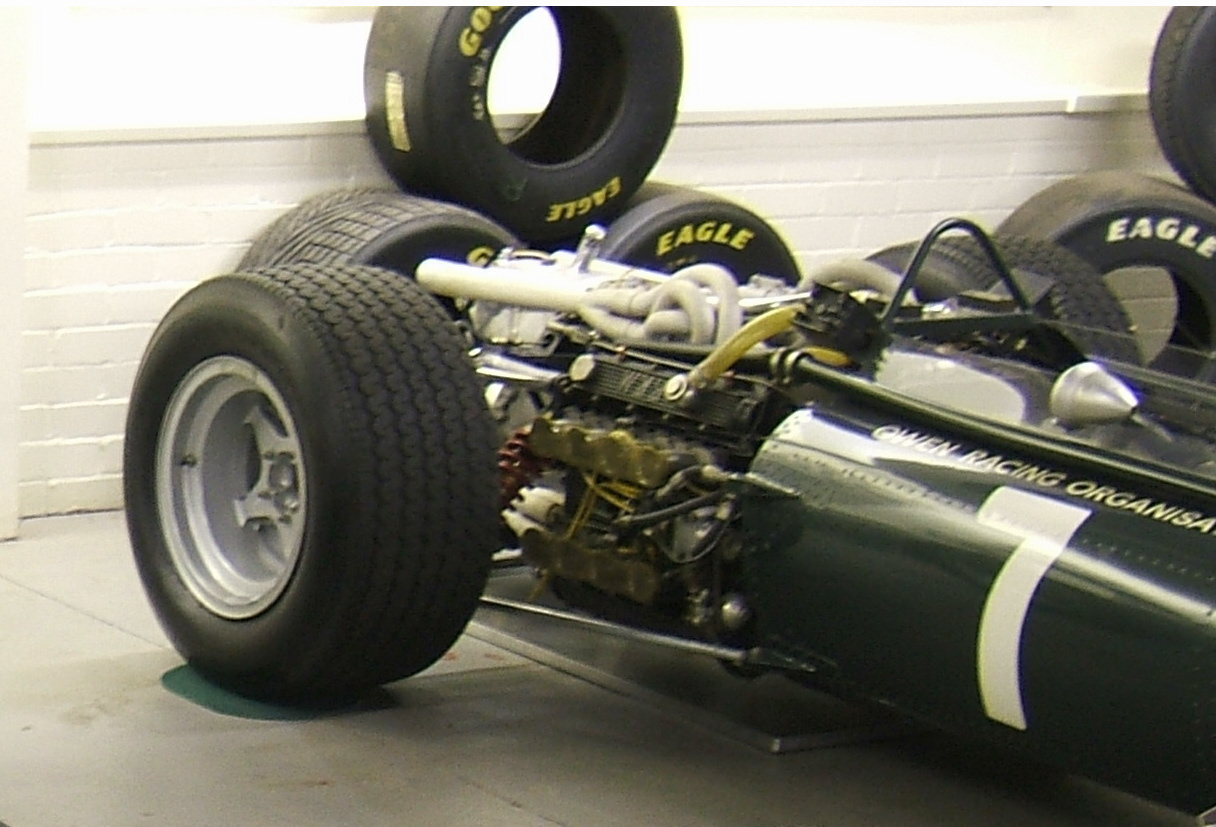
محرك BRM H16 موضوع بالخلف في سيارة BRM P83 لسباقات الفورمولا1

- محرك السباق الإنجليزي للسيارات H16 فاز بسباق يو اس جراند بريكس بقيادة جيم كلارك في سيارة لوتس 43[2]،حيث كان محرك سيارة السباق يتم اعاقته بسبب ارتفاع مركز ثقل المحرك ووزنه الثقيل وتعقيد تركيبه بوجود اثنين من عمود الكامات فوق كل اربع أسطوانات واثنين من عمود المرفق وحقن وقود ميكانيكي.
- دراجة بروف سوبيريور جولدن دريم البخارية والتي خرجت للعلن عام 1938[3] وكان H-4 ذو سعة 1000 سي سي وتم إنتاج نسخ قليلة منه في عام 1938 وتم تعليق جميع خطط تطويره بسبب الحرب العالمية الثانية وأعوام لاحقة من التقشف.
- فولر للداراجات البخارية قامت بصناعة نموذج لدراجة بخارية تشبه نفس تصميم دراجة بروف سوبيريور جولدن دريم البخارية وتواجدت في السباقات عام 1948 مرة أخرى عام 1951 وتم استبدالها بالمحرك الرباعي المسطح في سباق عام 1953.

## استخدامات أخرى للشكل H
قامت شركة سوبارو بإنتاج محرك رباعي مسطح وآخر سداسي يتم تبريده بالماء وتم تسويقه كمحركات شكل H وتشير التسمية لوصف المحرك مثلما يتم تسمية المحركات ذات ترتيب أسطوانات خطي بI4 أو I6.